# Mount Dalhousie
Mount Dalhousie är ett berg i Kanada.   Det ligger i provinsen Alberta, i den centrala delen av landet, 3 100 km väster om huvudstaden Ottawa. Toppen på Mount Dalhousie är 2 909 meter över havet, eller 54 meter över den omgivande terrängen. Bredden vid basen är 0,48 km.
Terrängen runt Mount Dalhousie är bergig österut, men västerut är den kuperad. Trakten runt Mount Dalhousie är nära nog obefolkad, med mindre än två invånare per kvadratkilometer.. Det finns inga samhällen i närheten.
I omgivningarna runt Mount Dalhousie växer i huvudsak barrskog.